# فی ظلال القرآن
فی ظلال القرآن (عربی: فی ظِلالِ القرآن، آوانگاری: fī ẓilāl al-qur'ān ' در سایه قرآن ') یک تفسیر بسیار تأثیرگذار از قرآن است که در طی سالهای ۱۹۵۱–۱۹۵۶ توسط سید قطب مصر (۱۹۰۶–۱۹۶۶)، یکی از رهبران اخوان المسلمین ، نوشته شده‌است. او بیشتر از ۳۰ جلد اصلی (۱۱۴ سوره) را در زندان در پی اتهام به قصد ترور جمال عبدالناصر نخست وزیر مصر در سال ۱۹۵۴ نوشت. این کتاب چشم‌انداز قطب از یک دولت و جامعه مسلمان را ترسیم می‌کند.این کتاب در ایران توسط مصطفی خرمدل به زبان فارسی در هفت جلد ترجمه شده است.

## محتوای تفسیر فی ظلال القرآن

### آزادی مذهب
قطب معتقد است که اسلام آزادی مذهبی را به عنوان یک اصل جهانی اعلام کرده است. به گفته او، آیه ۲۵۶ سوره بقره ("لا اکراه فی الدین") نشان دهنده احترام خداوند به اراده و انتخاب انسان است. او این را اساس رهایی بشر میداند و معتقد است که ایدئولوژیها و حکومتهای استبدادی قرن بیستم این حق را از انسانها سلب کرده اند. در دنیای مدرن، افراد مجبور به پذیرش سیستمهای سکولار هستند و اگر بخواهند به خداوند به عنوان خالق و پروردگار جهان اعتقاد داشته باشند، نابود می شوند. آزادی عقیده و بیان از حقوق اساسی انسان است و اسلام به هر فرد اجازه میدهد تا عقاید خود را بیان کند، به شرطی که به آزادی و کرامت دیگران تجاوز نکند.

### روابط انسانی
قطب معتقد است که خداوند خواستار زندگی شاد و بر پایه محبت متقابل، برادری و پاکی قلب و رفتار میان انسانهاست.

### ظلم فرعون به بنی اسرائیل
قطب به ظلم فرعون و ستم او به بنی اسرائیل اشاره میکند و میگوید که ستمگران همیشه برای حفظ قدرت خود به هر جنایتی دست میزنند. او این رفتار را ویژگی تمام حکومتهای ستمگر در طول تاریخ میداند.

### مخالفت با تئوکراسی
قطب معتقد است که حکومت خداوند به معنای واگذاری حاکمیت به گروه خاصی از افراد، مانند کلیسا در اروپای مسیحی، نیست. او مخالف حکومتهای تئوکراتیک است که در آن افراد خاص خود را سخنگوی خدا میدانند.

### برابری
قطب تأکید میکند که در نظام اسلامی، قانون خداوند به طور یکسان بر همه افراد، اعم از حاکمان و محکومان، سفیدپوستان و سیاهپوستان، ثروتمندان و فقرا، اعمال میشود.

### اهمیت اجرای قوانین اسلامی
قطب هشدار میدهد که افرادی که با اجرای قوانین خداوند مخالفت میکنند، حتی اگر ادعای مسلمانی داشته باشند، فساد ایجاد میکنند.

### معرفی یهودیان به عنوان دشمن همیشگی اسلام
قطب در تفسیر خود از سوره های بقره و مائده قرآن، یهودیان را دشمنان دائمی اسلام معرفی میکند و معتقد است که آنها از روزهای اولیه اسلام تا به امروز در حال توطئه علیه مسلمانان بودهاند. او این دشمنی را دارای کیفیتی ابدی و جهانی میداند.
پل برمن، نویسنده محافظه کار،در این باره گفته که در تفسیر قطب، گناهان و جنایات یهودیان مدینه در قرن هفتم میلادی ، مشابه گناهان یهودیان اورشلیم در تفسیرهای سنتی انجیل دارای کیفیتی کیهانی و ابدی است.